# Coptoglossus
Coptoglossus is een geslacht van kevers uit de familie van de loopkevers (Carabidae). De wetenschappelijke naam van het geslacht is voor het eerst geldig gepubliceerd in 1869 door Chaudoir.

## Soorten
Het geslacht Coptoglossus omvat de volgende soorten:
- Coptoglossus carteri (Sloane, 1915)
- Coptoglossus excisicollis Baehr, 2012
- Coptoglossus porphyriacus (Sloane, 1910)
- Coptoglossus sulcatulus Chaudoir, 1869